# Amanda Peralta
Amanda Beatriz Peralta, född 22 november 1939 i San Carlos de Bolívar i Argentina, död 2 januari 2009 i Göteborg, var en argentinsk-svensk idéhistoriker, aktivist och gerillakrigare. Hon var aktiv i kampen mot militärdiktaturen i Argentina.

## Biografi
Amanda Peralta började studera vid universitetet i La Plata 1957. Redan under gymnasietiden var hon aktiv i studentrörelsen och engagemanget för rättvisa och social förändring på den latinamerikanska kontinenten fortsatte under universitetsåren. Efter militärkuppen 1966 ledd av Juan Carlos Onganía som avsatte president Arturo Umberto Illia blev Amanda Peralta en del av den motståndsrörelse som med våld motsatte sig militärdiktaturen. Hon greps tillsammans med kamrater i Taco Ralo 1968, efter försök att starta gerillaverksamhet med FAP (Fuerzas Armadas Peronistas), och fängslades. I ett noga planerat fritagningsförsök lyckades Amanda Peralta fly. I det tumult som uppstod blev hon själv skottskadad. Tillsammans med hennes familj fortsatte flykten vidare till Sverige, dit Amanda Peralta kom 1977.
I Sverige fortsatte Amanda Peralta kampen mot sociala orättvisor och politiskt förtryck, fast nu med fredliga medel. Hon fortsatte också sina universitetsstudier och disputerade 1990 i idéhistoria vid Göteborgs universitet. Avhandlingen, ...med andra medel: från Clausewitz till Guevara: krig, revolution och politik i marxistisk idétradition, kan ses som en kritisk uppgörelse med egna upplevelser och erfarenheter av våldsbejakande motståndsrörelser.
Nästa forskningsämne var El Salvador och de radikala prästernas arbete. I boken Teori och praktik i de fattigas universum: en idéhistorisk undersökning av latinamerikansk befrielseteologi visar hon hur sammanvävda idé och handling var i befrielseteologin, men också hur det globala förtrycket genomsyrade de fattigas hela tillvaro. Därmed formulerade hon tankar och idéer som långt senare blivit bärande element i postkolonial teoribildning. Ända fram till slutet av sitt liv publicerade hon böcker och artiklar som vände sig mot olika former av politiskt förtryck. Exemplen hämtades främst från den sydamerikanska kontinenten men de analyserades som globala orättvisor.
Amanda Peralta avled 2009 i Göteborg och är gravsatt på Östra kyrkogården.